# Chalarodon
Genre
Chalarodon est un genre de sauriens de la famille des Opluridae.

## Répartition
Les deux espèces de ce genre sont endémiques de Madagascar.

## Liste des espèces
Selon The Reptile Database (17 août 2015) :
- Chalarodon madagascariensis (Peters, 1854)
- Chalarodon steinkampi Miralles, Glaw, Ratsoavina & Vences, 2015

## Publication originale
- Peters, 1854 : Diagnosen neuer Batrachier, welche zusammen mit der früher (24. Juli und 17. August) gegebenen Übersicht der Schlangen und Eidechsen mitgetheilt werden. Bericht über die zur Bekanntmachung geeigneten Verhandlungen der Königlich preussischen Akademie der Wissenschaften zu Berlin, vol. 1854, p. 614-628 (texte intégral).